# Hans Huber (Eishockeyspieler)
Johannes „Hans“ Huber (* 10. Dezember 1929 in Rosenheim; † 28. Januar 2014 in Ismaning) war ein deutscher Eishockeyspieler und -trainer.

## Karriere
Hans Huber begann seine Karriere beim EV Rosenheim in seiner Heimatstadt. Seine erfolgreichste Zeit hatte der gelernte Elektro-Maschinenbauer zwischen 1953 und 1963 beim SC Riessersee, mit dem er 1960 Deutscher Meister wurde. Anschließend war er für den MEV 1883 München und FC Bayern München aktiv. 1969 kehrte er zum EV Rosenheim zurück und gewann mit diesem 1969 die Oberliga-Meisterschaft. Weitere Mannschaften waren die SG Moosburg, der TEV Miesbach, der EC Bad Tölz und ab etwa 1979 der TSV Erding. In den 1970er Jahren war er dabei meist als Spielertrainer aktiv. Den TSV Erding führte er nach dessen Gründung 1978 bis in die Bayernliga, wo er noch im Alter von 50 Jahren auf dem Eis stand.
Nach dem Ende seiner aktiven Zeit als Spieler blieb Hans Huber mit Eishockey weiterhin als Trainer verbunden, wo er beim TSV Erding bis zu seinem 75. Geburtstag aktiv war.
Auch sein Sohn Robert spielte höherklassig Eishockey. Nachdem er gemeinsam mit seinem Vater bei der SG Moosburg und beim EC Bad Tölz in einer Mannschaft stand, kam er beim EHC 70 München, SC Riessersee und EHC Essen-West zu Einsätzen in der 1. Bundesliga.

### International
Für Deutschland nahm Huber an den Weltmeisterschaften 1954 und 1958, sowie den Olympischen Winterspielen 1956 in Cortina d’Ampezzo und 1960 in Squaw Valley teil.

## Erfolge und Auszeichnungen
- 1960 Deutscher Meister mit dem SC Riessersee
- 1970 Oberliga-Meister mit dem EV Rosenheim